# محمد علي فركوس
محمد علي فركوس، داعية إسلامي جزائري، له إسهامات عديدة في مجال الدراسات الإسلامية. يشتهر بكتبه ودراساته الفقهية.

## اسمه ومولده
أبو عبد المعزِّ محمَّد علي بن بوزيد بن علي فركوس القُبِّي، نسبةً إلى القُبَّة القديمة بالجزائر (العاصمة) التي وُلد فيها بتاريخ 29 ربيعٍ الأوَّل 1374 هـ الموافق لـ25 نوفمبر 1954 تزامنا مع اندلاع الثورة التحريرية الجزائرية ضدَّ الاحتلال الفرنسيِّ.

## نشأته العلمية
نشأ فركوس في بيئةٍ عائليةٍ اهتمت بالتعليم والدراسة، فبدأ تعليمه في مدرسةٍ قرآنيةٍ على يد الشيخ محمَّد الصغير معلم ثم انتقل إلى المدارس النظامية. وبعد نيله لشهادة البكالوريا ونظراً لعدم توفر كليات للعلوم الشرعية في ذلك الوقت، أكمل دراسته الجامعية في كلية الحقوق والعلوم الإدارية، مع اهتمام مستمر بالعلوم الشرعية. لاحقاً، التحق بالجامعة الإسلامية بالمدينة النبوية لمتابعة دراساته الشرعية.
وفي عام 1410 هـ/ 1990 م، انتقل إلى جامعة محمد الخامس بالرباط لبدء دراسة الدكتوراه، ثم نقلها إلى الجزائر حيث كانت أول رسالة دكتوراه دولة تناقش في الجزائر العاصمة بكلية العلوم الإسلامية عام 1417 هـ/ 1997 م. ولا يزال حتى الآن يعمل مدرساً في هذه الكلية.

## أبرز المشايخ الذين استفاد منهم
1. عطية محمد سالم: القاضي بالمحكمة الكبرى بالمدينة النبوية والمدرِّسُ بالمسجد النبويِّ: حضر بعضَ مجالسه في شرح «الموطَّأ» للإمام مالكٍ.
2. عبد القادر شيبة الحمد: أستاذ الفقه والأصول في كلِّيَّة الشريعة.
3. أبو بكرٍ الجزائري: المدرِّس بالمسجد النبويِّ وأستاذ التفسير بكلِّيَّة الشريعة.
4. محمد المختار الشنقيطي ؒ (والد الشيخ محمَّد): أستاذ التفسير بكلِّيَّة الشريعة، ومدرِّس كتب السُّنَّة بالمسجد النبويِّ.
5. عبد الرؤوف اللبدي: أستاذ اللغة بكلِّيَّة الشريعة.

كما استفاد مِن الشيخ عبد العزيز بن باز، والشيخ حماد بن محمد الأنصاري مِن خلال المحاضرات.
وفي سنة 1410هـ/1990م انتقل إلى جامعة محمَّد الخامس بالرباط لتسجيل أطروحة العالمية العالية (الدكتوراه)، ثمَّ حوَّلها -بعد مُدَّةٍ مِن الزمان- إلى الجزائر، فكانت أوَّلَ رسالة دكتوراه دولة نوقشت بالجزائر العاصمة في كلِّية العلوم الإسلامية، وذلك سنة 1417هـ/1997م.

## نشاطه العلميُّ
أتمَّ شرح «روضة الناظر» لابن قدامة المقدسيِّ ؒ في علم الأصول بمسجد «الهداية الإسلامية» بالقبَّة (العاصمة)، كما أتمَّ شرح «مبادئ الأصول» لابن باديس بمسجد «الفتح» بباب الوادي (العاصمة)، ودَرَّس «القواعد الفقهية» بمسجد «أحمد حفيظ» ببلكور (العاصمة)، وأقام مجالس علميةً متنوِّعةً أجاب فيها عن عِدَّة أسئلةٍ في مختلف العلوم والفنون جُمعت له في أشرطةٍ وأقراصٍ سمعية، إلى أن حال بينه وبين تحقيق المزيد مِن النشاط المسجديِّ عائقٌ إداريٌّ مِن الجهات الوصيَّة مَنَعه مِن الاستمرار بالنظر إلى الظروف الصعبة التي كانت تعيش فيها الجزائر في تلك الفترة، فانتقل إلى إقامة حلقاتٍ على رصيف الشارع المجاور لبيته، ثمَّ إلى المكتبة المجاورة لمسجد «الهداية الإسلامية» بالقبَّة كلَّ يومٍ بعد صلاتَيِ الفجر والعصر، ثم أنشئ موقعه الدعويِّ الرسميِّ على هذه الشبكة، ثمَّ عمل على تأسيس مجلَّة «الإحياء» الصادرة مِن موقعه الرسميِّ.

## بعض مؤلفاته
- تحقيق: «تقريب الوصول إلى علم الأصول» لأبي القاسم محمَّد بن أحمد بن جُزَيٍّ الكلبيِّ الغرناطيِّ، المتوفَّى سنة 741هـ.
- تحقيق: «الإشارة في معرفة الأصول والوجازة في معنى الدليل» للإمام أبي الوليد الباجيِّ المتوفَّى سنة 474هـ.
- تحقيق: «مفتاح الوصول إلى بناء الفروع على الأصول»، ويليه كتاب «مثارات الغلط في الأدلَّة» للإمام أبي عبد الله محمَّد بن أحمد الحسنيِّ التلمسانيِّ 771هـ/1370م.
- «ذوو الأرحام في فقه المواريث».
- «مختاراتٌ من نصوصٍ حديثيةٍ، في فقه المعاملات المالية».
- «الفتح المأمول شرح مبادئ الأصول» للشيخ عبد الحميد بن باديس المتوفَّى سنة 1359هـ.
- «الإنارة شرح كتاب الإشارة في معرفة الأصول والوجازة في معرفة الدليل».
- «الإعلام بمنثور تراجم المشاهير والأعلام».

وله من السلاسل العلمية:
- 1ـ سلسلة «ليتفقَّهوا في الدين»: طُبع منها:

1. طريق الاهتداء إلى حكم الائتمام والاقتداء.
2. المُنية في توضيح ما أشكل مِن الرقية.
3. فرائد القواعد لحلِّ معاقد المساجد.
4. محاسن العبارة في تجلية مُقْفَلات الطهارة.
5. الإرشاد إلى مسائل الأصول والاجتهاد.
6. مجالس تذكيريةٌ على مسائل منهجيةٍ.
7. أربعون سؤالًا في أحكام المولود.
8. العادات الجارية في الأعراس الجزائرية.
9. العمدة في أعمال الحجِّ والعمرة.

- 2ـ سلسلة «فقه أحاديث الصيام»: طُبع منها:

1. حديث تبييت النيَّة.
2. حديث النهي عن صوم يوم الشكِّ.
3. حديث الأمر بالصوم والإفطار لرؤية الهلال.
4. حديث حكم صيام المسافر ومدى أفضليته في السفر.

- 3ـ سلسلة «توجيهات سلفية»: طُبع منها:

1. المنطق الأرسطيُّ وأثر اختلاطه بالعلوم الشرعية.
2. شرك النصارى وأثرُه على أمَّة الإسلام.
3. تربية الأولاد وأُسُس تأهيلهم.
4. العلمانية: حقيقتها وخطورتها.
5. نصيحةٌ إلى طبيبٍ مسلمٍ ضمن ضوابط شرعيةٍ يلتزم بها في عيادته.
6. الإخلاص بركة العلم وسرُّ التوفيق.
7. الإصلاح النفسيُّ للفرد أساسُ استقامته وصلاحِ أمَّته، ومعه: نقدٌ وتوضيحٌ في تحديد أهل الإصلاح وسبب تفرُّق الأمَّة.
8. منهج أهل السنَّة والجماعة في الحكم بالتكفير بين الإفراط والتفريط ومعه: «نقدٌ وتوضيحٌ: السلفية منهج الإسلام، وليست دعوة تحزُّبٍ وتفرُّقٍ وفسادٍ».
9. حكم الاحتفال بمولد خير الأنام عليه الصلاة والسلام.
10. دعوى نسبة التشبيه والتجسيم لابن تيمية، وبراءتُه مِن ترويج المُغْرِضين لها.
11. الصراط في توضيح حالات الاختلاط.
12. توجيه الاستدلال بالنصوص الشرعية على العذر بالجهل في المسائل العقدية.
13. الجواب الصحيح في إبطال شبهاتِ مَن أجاز الصلاةَ في مسجدٍ فيه ضريحٌ.
14. تحرِّي السداد في حكم القيام للعباد والجماد.
15. منصب الإمامة الكبرى، أحكامٌ وضوابط.

وله مقالاتٌ نُشرت ضمن أعدادٍ مِن مجلَّة «منابر الهدى» ومجلَّة «الإصلاح» وإجاباتٌ عن أسئلةٍ واردةٍ مِن قُرَّاء المجلَّتين بمنبر الفتاوى، وكذا الواردة من منتديات «التصفية والتربية» فضلًا عن الكلمات الشهرية والمقالات الأصولية والفقهية والنصائح السلفية بموقعه الرسميِّ الذي أصدر مجلَّةً ناطقةً باسمه موسومةً بـ«الإحياء».
وقد ناقش العديدَ مِن أطروحات الدكتوراه ورسائل الماجستير على المستوى الجامعيِّ كما أشرف على أطروحاتٍ ورسائل أخرى، وهي مرتَّبةٌ على موقعه الرسميِّ.

## آراء العلماء المعاصرين له
يوافقه الكثير من علماء السلفية ويؤيدون آراءه، ويخالفه بعضهم في بعض المسائل الدقيقة:
- الشيخ محمد صالح بن العثيمين في مسألة جواز الانكار العلني للمصلحة، يقول الشيخ ابن عثيمين : «إذا رأينا أن الإنكار علناً يزول به المنكر ويحصل به الخير فلننكر علناً، وإذا رأينا أن الإنكار علناً لا يزول به الشر، ولا يحصل به الخير بل يزداد ضغط الولاة على المنكرين وأهل الخير، فإن الخير أن ننكر سراً، وبهذا تجتمع الأدلة، فتكون الأدلة الدالة على أن الإنكار يكون علناً فيما إذا كنا نتوقع فيه المصلحة، وهي حصول الخير وزوال الشر، والنصوص الدالة على أن الإنكار يكون سراً فيما إذا كان إعلان الإنكار يزداد به الشر ولا يحصل به الخير»[2] وهو ما أفتى به الشيخ فركوس في رسالته «في حكم الإنكار العَلَني على ولاة الأمر» حيث يقول : «إذا لم يُمكِنْ وَعظُهُم سِرًّا في إزالةِ مُنكرٍ وقَعوا فيه علنًا، وغَلَبَ على الظَّنِّ تحصيلُ الخيرِ بالإنكارِ العَلَني مِنْ غيرِ تَرَتُّبِ أيِّ مفسدةٍ فإنَّه يجوزُ ـ والحال هذه ـ نصيحتُهم والإنكارُ عليهم عَلَنًا دون هتكٍ ولا تعييرٍ ولا تشنيعٍ، وهو ما تقتضيه الحِكمةُ مِنْ إنكارِ المُنكرِ وإحقاقِ الحقِّ وتحصيلِ الخيرِ».[3]
- عبد المحسن العبَّاد ففي رسالته: «رفقًا أهل السنَّة بأهل السنَّة»[4]، فقد أوصى أن يستفيد طلَّاب العلم في كلِّ بلدٍ مِن المشتغلين بالعلم مِن أهل السنَّة، وكان ممَّن ذكره في الجزائر الشيخُ محمَّد علي فركوس.
- الشيخ ربيع بن هادي المدخلي أفصح عن ذلك في مقالته: «حكم المظاهرات في الإسلام»، حيث قال: «وعلماء السُّنَّة في كلِّ مكانٍ يحرِّمون المظاهراتِ -ولله الحمد-، ومنهم علماء المملكة العربية السعودية، وعلى رأسهم العلَّامة عبد العزيز بن عبد الله بن باز مفتي المملكة سابقًا، والعلَّامة محمَّد بن صالح العثيمين، وهيئة كبار العلماء وعلى رأسهم مفتي المملكة الحاليُّ الشيخ عبد العزيز بن عبد الله آل الشيخ، والشيخ صالح بن فوزان الفوزان، والشيخ صالح اللحيدان، ومحدِّث الشام محمَّد ناصر الدين الألبانيُّ، وعلماء السُّنَّة في اليمن وعلى رأسهم الشيخ مقبلٌ الوادعيُّ، وعلماء الجزائر وعلى رأسهم الشيخ محمَّد علي فركوس، رحم الله مَن مضى منهم، وحفظ الله وثبَّت على السُّنَّة مَن بقي منهم، وجَنَّب المسلمين البدعَ والفتن ما ظهر منها وما بطن».[5]
- الشيخ عبد الرحمن بن ناصرٍ البرَّاك. إذ بعد أن أطلعه بعض طلبة العلم على رسالة الشيخ: «تحرِّي السداد في حكم القيام للعباد والجماد» أبدى إعجابَه بمضمونها المتَّفِق وعقيدةَ أهل السُّنَّة والجماعة، فرغب في كتابة تقريظٍ لها، وممَّا جاء فيه: «فقد اطَّلعتُ على البحث الذي أعدَّه الشيخ محمَّد علي فركوس بعنوان: «تحرِّي السداد في حكم القيام للعباد والجماد» فوجدتُه بحثًا قيِّمًا ..».
- الشيخ سعد بن ناصرٍ الشثري: «.. وحيث إنَّ الدكتور فركوس مِن أفاضل علماء الشريعة علمًا وخُلقًا وسُنَّةً واحتسابًا فيما يظهر لي، وهو ممَّن يدقِّق في لفظه».

## وصلات خارجية
- الموقع الرسمي للشيخ محمد علي فركوس
- التعريف بالشيخ أبي عبد المعزِّ محمَّد علي فركوس ـ حفظه الله

## مواضيع ذات صلة
- المرجعية الدينية الجزائرية